# Архимандрит Герасим (Адамовић)
Герасим Адамовић (1733–1796) је био српски православни епископ Трансилваније (1789–1796) када је била под аустроугарском влашћу.

## Биографија
Герасим Адамовић је рођен у српском граду Шиклошу (данас јужна Мађарска).
Током 1779–1783 био је архимандрит манастира Свети Ђурађ у Бирди. Био је и архимандрит српског манастира Бездина (1783–1789).
Био је један од потписника друге, проширене верзије петиције да Румуни Трансилваније буду једнаки у политичким, економским и верским правима са привилегованим групама: ердељским племићима, трансилванским Саксонцима (Немцима), и Секељима.
Адамовић је био последњи српски епископ ердељски. Имао је резиденцију у селу Рашинари код Сибиња (Румунија).